# Robert Crewe-Milnes
Robert Offley Ashburton Crewe-Milnes, 1. markiz Crewe KG (ur. 12 stycznia 1858 w Londynie, zm. 20 czerwca 1945) – brytyjski polityk, arystokrata i pisarz, członek Partii Liberalnej, minister w rządach Henry’ego Campbella-Bannermana i Herberta Henry’ego Asquitha.

## Życiorys
Był synem Richarda Moncktona Milnesa, 1. barona Houghton, i Annabel Crewe, córki 2. barona Crewe. Wykształcenie odebrał w Harrow School i w Trinity College na Uniwersytecie Cambridge. Po śmierci ojca w 1885 r. odziedziczył tytuł 2. barona Houghton i zasiadł w Izbie Lordów. W 1895 r., po śmierci macierzystego dziadka, został kreowany 1. hrabią Crewe. W 1911 r. otrzymał tytuły markiza Crewe i hrabiego Madeley. Wszystkie te tytuły wygasły wraz z jego śmiercią w 1945 r.
W 1890 r. opublikował Stray Verses. W 1931 r. ukazała się książka Lord Rosebery, biografia brytyjskiego premiera z lat 1894–1895.
Związany z Partią Liberalną Crewe-Milnes został w 1883 r. prywatnym sekretarzem lorda Granville’a, kiedy ten był ministrem spraw zagranicznych. Był nim do 1884 w 1886 r. został Lordem-in-Waiting. W latach 1892–1895 był Lordem Namiestnikiem Irlandii.
W 1905 r. został członkiem gabinetu jako Lord Przewodniczący Rady. W 1908 r. został przewodniczącym Izby Lordów, Lordem Tajnej Pieczęci i ministrem kolonii. W 1910 r. przestał być ministrem kolonii, a w 1911 r. Lordem Tajnej Pieczęci. W latach 1910–1915 był ministrem ds. Indii, a w latach 1912–1915 ponownie Lordem Tajnej Pieczęci. W latach 1915–1916 ponownie został Lordem Przewodniczącym Rady. W 1916 r. został na krótko przewodniczącym Rady Edukacji.
Lord Crewe był również przewodniczącym rady zarządzającej Imperial College w Londynie w latach 1907–1922 i kanclerzem Uniwersytetu w Sheffield w latach 1917–1944. W latach 1912–1944 był Lordem Namiestnikiem City of London. W 1917 r. został członkiem Rady Hrabstwa Londyn. W latach 1922–1928 był ambasadorem we Francji. Przyczynił się wówczas do założenia Brytyjskiego Instytutu w Paryżu. W 1931 r. został na krótko ministrem wojny. W 1908 r. otrzymał Order Podwiązki.

## Życie prywatne
3 czerwca 1880 r. poślubił Sybil Marcię Graham (zm. 19 września 1887), córkę sir Fredericka Grahama, 3. baroneta, i lady Jane Seymour, córki 12. księcia Somerset. Robert i Sybil mieli razem syna i trzy córki:
- Annabel Hungerford Crewe-Milnes (31 sierpnia 1881 – 14 czerwca 1948, żona Arthura O’Neilla i majora Jamesa Hamiltona, miała dzieci z pierwszego małżeństwa
- Richard Charles Rodes Crewe-Milnes (30 lipca 1882 – 20 marca 1890)
- Celia Hermione Crewe-Milnes (ur. 20 maja 1884), żona sir Edwarda Milnesa-Coatesa, 2. baroneta, miała dzieci
- Helen Cynthia Crewe-Milnes (20 maja 1884 – 15 czerwca 1958), żona George’a Colville'a, miała dzieci

20 kwietnia 1899 r. poślubił Margaret Primrose (ur. 1881), córkę Archibalda Primrose’a, 5. hrabiego Rosebery, i Hannah Rothschild, córki Mayera Amschela de Rothschilda. Robert i Margaret mieli razem syna i córkę:
- Richard George Archibald John Lucian Hungerford Crewe-Milnes (7 lutego 1911 – 31 marca 1922)
- Mary Eveyn Hungerford Crewe-Milnes (ur. 23 marca 1915), żona George’a Innes-Kera, 9. księcia Roxburghe, nie miała dzieci